# Emina Assimowna Malagitsch
Emina Assimowna Malagitsch (russisch Эмина Асимовна Малагич; * 29. August 1995 in Moskau) ist eine russische Shorttrackerin.

## Werdegang
Malagitsch hatte international ihren ersten Erfolg bei den Juniorenweltmeisterschaften 2013 in Warschau. Dort gewann sie mit der Staffel über 3000 m die Bronzemedaille. Im Dezember 2013 holte sie bei der Winter-Universiade 2013 in Trient Silber mit der Staffel über 3000 m. Im Weltcup debütierte sie zu Beginn der Saison 2014/15 in Salt Lake City und belegte dabei den 16. Platz über 500 m und den siebten Rang über 1500 m. Im weiteren Saisonverlauf erreichte sie mit dritten Plätzen mit der Staffel über 3000 m in Montreal und Seoul ihre ersten Podestplatzierungen im Weltcup. Im Januar 2015 gewann sie bei den Europameisterschaften 2015 in Dordrecht die Goldmedaille mit der Staffel über 3000 m. Im folgenden Monat holte sie bei den Juniorenweltmeisterschaften in Osaka die Bronzemedaille über 500 m und die Silbermedaille mit der Staffel über 3000 m. Zu Beginn der Saison 2015/16 kam sie beim Weltcup in Montreal und in Toronto mit dem dritten Platz mit der Staffel über 3000 m erneut aufs Podium. Bei den Europameisterschaften 2016 in Sotschi gewann sie die Silbermedaille mit der Staffel. Im Februar 2016 wurde sie beim Weltcup in Dordrecht Zweite mit der Staffel. Im folgenden Monat holte sie bei den Weltmeisterschaften in Seoul die Bronzemedaille mit der Staffel. Bei den Europameisterschaften 2017 in Turin errang sie den achten Platz mit der Staffel. In der Saison 2017/18 holte sie bei den Europameisterschaften 2018 in Dresden die Goldmedaille mit der Staffel und errang bei den Weltmeisterschaften 2018 in Montreal den siebten Platz mit der Staffel. Beim Saisonhöhepunkt, den Olympischen Winterspielen 2018 in Pyeongchang belegte sie den 23. Platz über 500 m und den fünften Rang mit der Staffel.
In der Saison 2018/19 holte Malagitsch zwei Siege mit der Staffel und belegte zudem jeweils einmal den zweiten und dritten Platz mit der Staffel. Bei den Europameisterschaften 2019 in Dordrecht gewann sie die Silbermedaille mit der Staffel. Im März 2019 holte sie bei den Weltmeisterschaften in Sofia die Silbermedaille mit der Staffel und bei der Winter-Universiade in Krasnojarsk die Goldmedaille mit der Staffel. In der folgenden Saison wurde sie im Weltcup dreimal Zweite und einmal Dritte mit der Staffel. Bei den Europameisterschaften 2020 in Debrecen holte sie die Bronzemedaille mit der Staffel.

## Weltcupsiege im Team
| Nr. | Datum            | Ort       |
| --- | ---------------- | --------- |
| 1.  | 4. November 2018 | Calgary 1 |
| 2.  | 3. Februar 2019  | Dresden 1 |

## Persönliche Bestzeiten
- 500 m      42,819 s (aufgestellt am 3. November 2019 in Salt Lake City)
- 1000 m    1:30,164 min. (aufgestellt am 10. November 2018 in Salt Lake City)
- 1500 m    2:21,927 min. (aufgestellt am 20. Oktober 2013 in Bormio)
- 3000 m    5:06,032 min. (aufgestellt am 22. Dezember 2019 in Kolomna)